# كلية باليول بجامعة اوكسفورد
كلية باليول (بالإنجليزية: Balliol College, Oxford)، هي إحدى الكليات التابعة لجامعة أكسفورد. تأسست عام 1263 على يد النبيل جون دي باليول [الإنجليزية]، ويقال أنها أقدم كلية في أكسفورد وفي العالم الناطق بالإنجليزية.
تتكوّن الهيئة الإدارية للكلية من مدير ونحو 80 زميلاً (أستاذًا)، وتقع مبانيها الرئيسية في شارع برود، بالإضافة إلى مبانٍ أخرى شرقي الكلية في جويت ووك و"هوليويل مانور". وتُعد باليول من أكبر كليات جامعة أكسفورد، إذ يبلغ عدد طلابها الجامعيين والدراسات العليا حوالي 400 طالب لكل فئة.
كانت الكلية رائدة في تقديم درجة الفلسفة والسياسة والاقتصاد في عشرينيات القرن العشرين.

من بين خريجي باليول عدد من الشخصيات البارزة في مختلف المجالات، من بينهم 13 فائزًا بجائزة نوبل وأربعة رؤساء وزراء بريطانيين.